# Embrun marin
Pour les articles homonymes, voir Embrun.

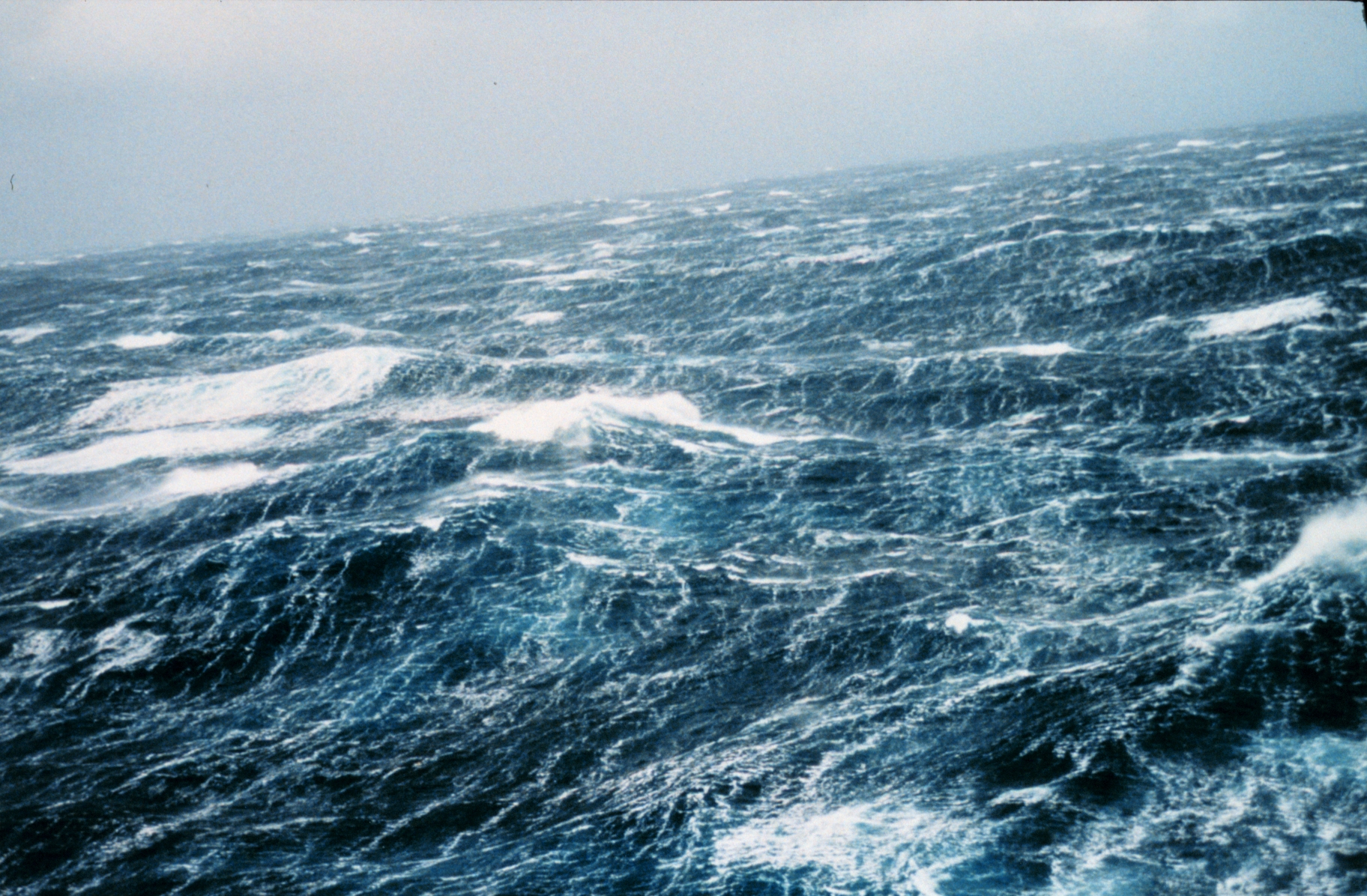
Embruns se formant en pleine mer sous l'effet des vents sur les crêtes de vagues. Les embruns sont une source importante d'apports de Sulfure de diméthyle (DMS) à l'atmosphère ; le DMS contribue aux grands équilibres climatiques et à la formation des nuages.

Les embruns marins sont des aérosols marins enlevés par le vent à la crête des vagues ou formés par le ressac. S'ils se forment à une température sous le point de congélation, les projections gèlent presque instantanément sur les structures où elle se déposent et forment des embruns dits givrants ou verglaçants. Ils constituent la plus grande source d'aérosols naturels dans l'atmosphère ; ils contribuent de manière significative aux effets radiatifs directs et indirects des océans. Ils contiennent une forte concentration en sels minéraux, surtout le chlorure de sodium. L'éclatement, en surface ou dans les projections d'eau, de la multitude de bulles résultant du brassage de l'eau par le vent et les courants et du ressac sur les rochers ou objets divers (jetées, digues…) est à l'origine de la formation d'aérosols qui « jouent un rôle essentiel dans de nombreux processus dynamiques et thermodynamiques dans la couche de surface atmosphérique marine. Ils affectent notamment la propagation électro-optique et influencent aussi de nombreux processus météorologiques ».
Selon les modélisations disponibles à la fin des années 1990, « le transport turbulent est efficace pour les plus petits aérosols (r ≤ 60 μm) mais peu pour les plus gros embruns » et « l'influence des embruns sur les flux de chaleurs sensible et latente semble importante par vents forts. »

## Facteurs journaliers et saisonniers favorisant les embruns
Les deux facteurs les plus évidents et visibles sont le vent et sa vitesse et le type de vague (qui en dépend), mais d'autres paramètres sont importants :
- la force et la direction des courants (localement) et la turbulence de l'eau ;
- la température de surface de la mer (TSM) avec une taille de gouttelette qui augmente (à des échelles de temps horaires) avec la température de l'eau[3] ;
- la teneur de l'eau et de son film de surface[5] en certaines molécules ou particules organiques biogéniques[6], dont certaines peuvent jouer un rôle de surfactant[7], molécules a priori principalement issues du métabolisme du phytoplancton[8],[9]. La teneur en carbone organique particulaire a une importance encore mal comprise, mais qui n'est pas négligeable quand le vent est faible. L'étude des effets des variations saisonnières ou locales (en présence d'upwelling par exemple) de prolifération du phytoplancton pourrait éclairer certaines variations de production et de nature d'embruns marins (cf. concentrations en nombre et taille de gouttelettes)[3] ;

En comprenant mieux le rôle respectif de ces paramètres, on devrait ainsi mieux comprendre le rôle des embruns dans le bilan des impacts radiatifs dans la couche limite marine.

On a récemment (2019) montré que les modélisations qui ont mal tenu compte de la température de surface de l'eau comportent des biais très importants.

## Effets

### Effets naturels

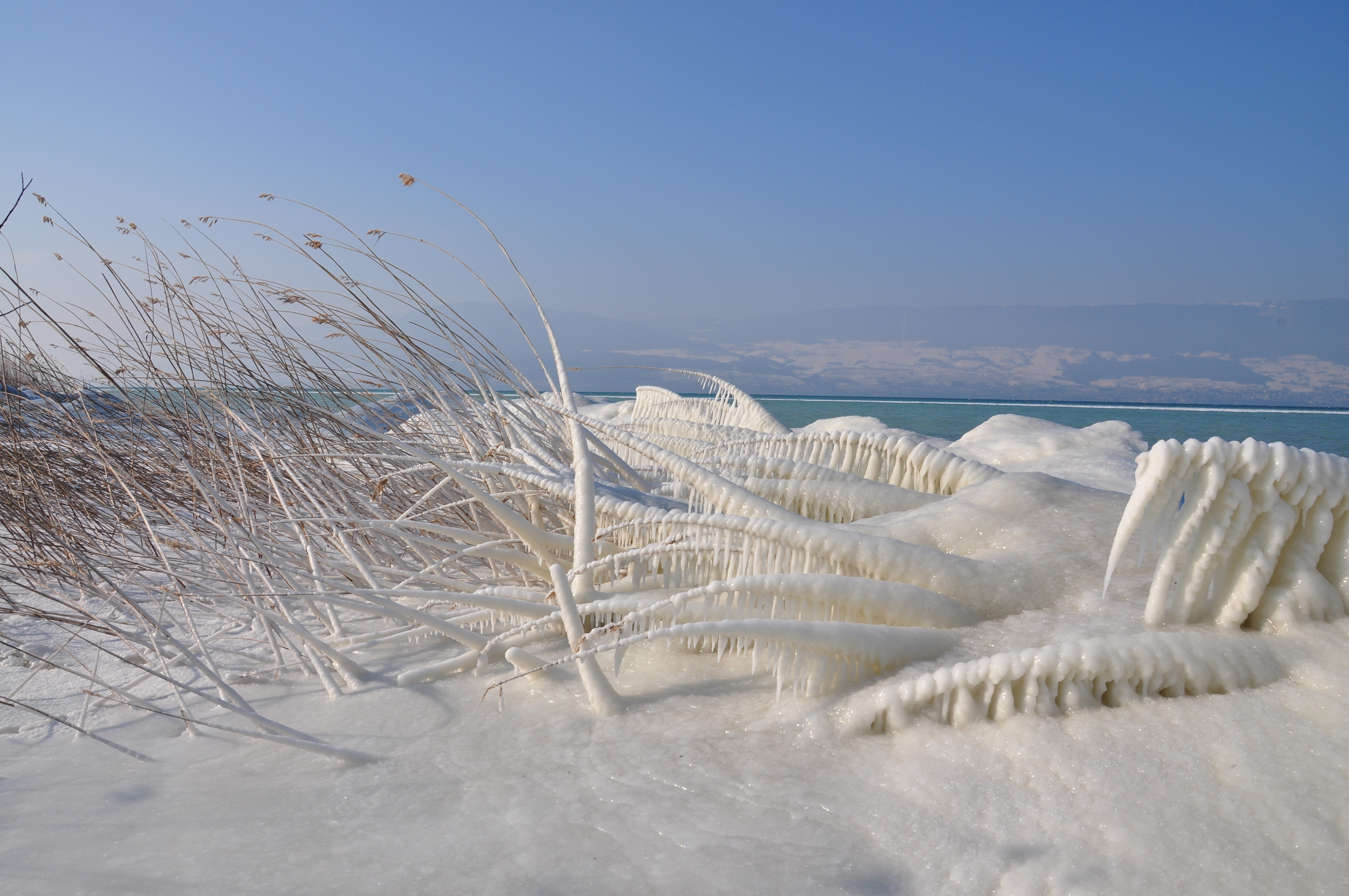
Des embruns se forment aussi sur les lacs, comme le montrent ici les stalactites d'embruns gelés du lac de Neuchâtel (Suisse), ici par -10 °C environ. La même chose se produit en mer

Les embruns sont une source naturelle d'iode (important oligo-élément), de sels minéraux et de noyaux de condensation sur lesquels les gouttes de pluie peuvent se former. Ils sont également source de vapeur d'eau, qui joue un rôle important dans le cycle de l'eau, les transferts de chaleur entre océan et les couches basses de l'atmosphère et à moyen et long termes sur le climat (la vapeur d'eau est un puissant gaz à effet de serre).
Dans la zone intertropicale, les embruns sont localement (là où le substrat rocheux est d'origine volcanique, basaltique) source d'une corrosion significative de la roche mère par le sel, dans la zone intertidale et à proximité, avec formation de nids d'alvéoles dans la roche, voire la création de « mares de corrosion » de 3 à plusieurs dizaines de mètres carrés (à Madère par exemple). Plus le climat est froid, moins ce phénomène est observé, sans doute à cause d'une évaporation moins rapide de l'eau des embruns,,.
Les embruns marins peuvent être emportés par le vent sur des dizaines voire centaines de kilomètres lors des grandes tempêtes. On a ainsi trouvé des microfossiles d'origine marine dans des morceaux d'ambre (résine fossilisée), probablement apportés par des embruns dans un passé lointain. Les embruns modulent aussi les paysages littoraux qui y sont exposés, en sélectionnant une flore dite halophile ou nitro-halophile là où les milieux sont une plus eutrophes et les zones très exposées au sel des embruns réagissent différemment au gel et à l'enneigement.
Une partie des particules d'origine marine s'élève dans l'atmosphère et gagne les nuages ou contribue même directement à leur formation (noyaux de nucléation, soufrés) comme le sulfure de diméthyle (le composé biologique soufré émis dans l'atmosphère en plus grande quantité).

## Effets adverses en contexte anthropisé

### Effets physicochimiques

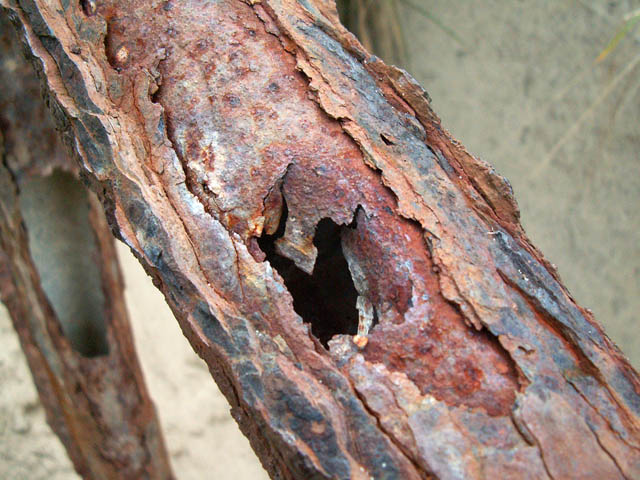
Rambarde (main courante) située en bordure de mer. Dans ce cas, il n'a fallu qu'une vingtaine d'années pour que la corrosion transperce le tube d'acier. Dans ce type d'environnement et sur les navires on peut utiliser l'inox pour résister aux embruns, mais il est plus coûteux

Les embruns marins (ou routiers salés) ont plusieurs effets adverses ou indésirables :
- ils sont responsables de la corrosion des objets métalliques en mer ou dans le littoral ;
- ils dégradent aussi le béton des constructions et le bitume des routes dans les zones côtières ;
- en hiver, lorsque la température est sous le point congélation, les embruns gèlent au contact de toute surface qu'ils rencontrent en formant une couche de glace appelée souvent glace noire[2],[23]. Ces embruns verglaçants compromettent la navigation des navires qui voient leur poids augmenter et leur centre de gravité se déplacer vers l'avant et le haut ;
- leur caractère salé et polluant (provenant notamment du film gras qui se forme parfois sur l'océan) sont sources de pollution de l'air et des pluies (voir chapitre ci-dessous).

### Des embruns souvent devenus polluants

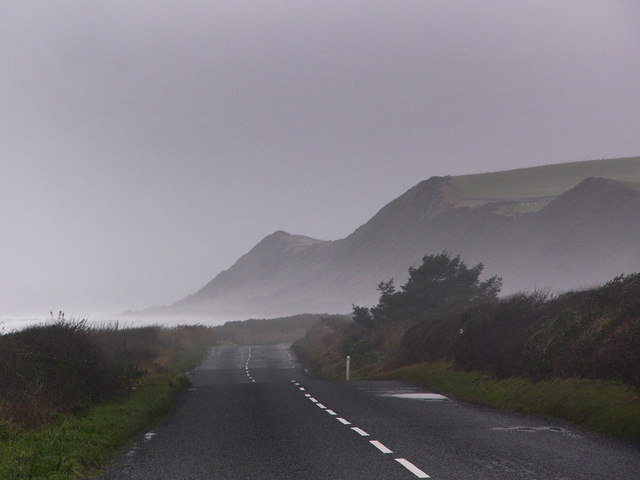
Les embruns peuvent être emportés à grande distance par le vent, avec les éventuels polluants ou radionucléides qu'ils peuvent contenir

La pollution générale des océans, et notamment des détroits très fréquentées tels le pas de Calais et des mers fermées ou semi-fermées comme la mer Méditerranée, explique la présence fréquente ou constante de cocktails de polluants dans les embruns. Ces polluants sont souvent susceptibles d'agir en synergie et se montrent parfois phytotoxiques (défoliants pour certaines espèces de plantes ou d'arbres par exemple) et/ou toxiques pour certains animaux terrestres, champignons et lichens qui y sont exposés.
Certains des polluants (tensioactifs notamment) accumulés dans les hydrocarbures perdus en mer par les navires pénètrent la cuticule cireuse des plantes littorales, qui les protège normalement des UV solaires, du sel et de la déshydratation. Des associations phytosociologiques de plantes littorales (ex : association à Crithmum maritimum et Limonium minutum) sont menacées ou ont localement disparu parce qu'exposées à des embruns polluants. Ce phénomène peut aussi toucher des arbres tels que le pin d'Alep ou l'eucalyptus, que certains polluants aéroportés à partir de la mer peuvent affaiblir ou tuer,.
Les embruns et les polluants PM10 qu'ils vont relarguer dans l'air en se déshydratant sont en outre fréquemment exposé à des pics d'ozone, fréquents sur le littoral en raison de la réflexion d'une partie des UV solaires sur la mer. Or l'ozone est source d'une pollution photochimique supplémentaire, qui peut aggraver les effets des polluants aéroportés vers la terre par les embruns ou le vent de mer, notamment pour les arbres et forêts littorales.
Ce type de pollution peut être plus marqué sur les îles situées dans des régions marines polluées (l'île de Porquerolles ou l’île de Port-Cros par exemple). Dans les îles et sur le littoral, les cristaux résultant de la déshydratation dans l'air des embruns peuvent significativement contribuer aux dépassements de valeurs limites fixées pour les PM10 dans l'air et donc la nuit aux halos associés à la pollution lumineuse. Localement, les aérosols qu'ils forment peuvent être source de retour vers la terre de radionucléides.
Parmi les polluants issus des aérosols d'embruns marins figure le groupe des substances per- et polyfluoroalkylées (PFAS). Cette famille chimique contient des millions de molécules différentes, jugées très préoccupantes car toxiques, écotoxiques, particulièrement stables dans le temps, et déjà massivement dispersées par l'Homme sur toute la planète, pour des siècles ou millénaires pour certains),.

## Recherche

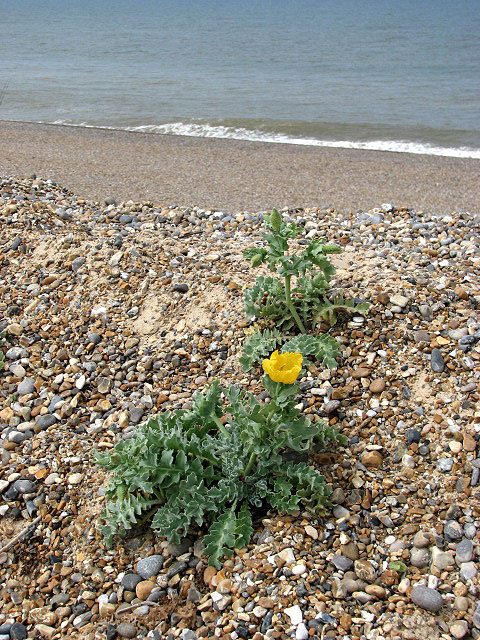
Quelques plantes (ici : Glaucium flavum) résistent naturellement aux embruns.

Les chercheurs et météorologues s'intéressent aux aérosols qui sont des composants essentiels de l'atmosphère, comme les gaz ; 75 % de la planète étant recouverte par la mer, les aérosols marins composent une part importante des aérosols atmosphériques naturels.
La science cherche à mieux comprendre la formation et les effets écologiques des aérosols et notamment des embruns ; effets climatiques et microclimatiques, mais aussi effets toxiques d'embruns pollués sur les plantes et écosystèmes (les embruns littoraux contiennent souvent des hydrocarbures, des surfactants, et autres tensioactifs, qui, en mélange avec le sel, dégradent les cuticules cireuses protectrices des feuilles ou aiguilles, de plantes (ils peuvent causer une déshydratation anormale des feuilles, approchant les 30 % chez Eucalyptus gomphocephala, avec excès de sodium (Na+) et perte de Calcium (Ca++) et/ou de potassium (K+) dans les cellules foliaires ; et augmentation de la mouillabilité des feuilles). Des arbres peuvent pâtir de la pollution des embruns, pin d'Alep par exemple,. Une cuticule dégradée expose aussi les cellules aux effets de résidus de pesticides arrivés en mer et réexportés vers la terre par les embruns. Ces embruns pollués peuvent insidieusement dégrader la végétation littorale, et notamment les arbres,, effets qui s'ajoutent à ceux de pluies acides et de l'augmentation des UV solaires et de certains polluants (ozone troposphérique) liées au trou de la couche d'ozone.
Des méthodes standardisées de prélèvements et d’analyses d'aérosols ont été mis au point pour permettre une meilleure comparabilité et fiabilité des résultats d'études. En France, parmi les sites où la pollution des embruns marins a été étudiée figurent par exemple la rade d'Hyères et les îles d'Hyères.

### Expériences sur la flore
On peut tester les effets de pulvérisation d'eau de mer polluée sur divers types de végétaux. L'expérience peut notamment portée sur des arbres tels que les Acacia saligna et Eucalyptus gomphocephala  du Cap Bon (Tunisie), à la suite de leur dépérissement en bordure du littoral, pour mieux modéliser numériquement la formation des embruns, pour notamment « caractériser les interactions des flux turbulents d'embruns générés à la surface de la mer avec les flux turbulents de chaleurs dans la couche de surface atmosphérique marine ». Il s'agit aussi de simuler et comprendre - selon les catégories d'embruns - les phénomènes de convection-diffusion et d'évaporation totale ou partielle d'embruns (transferts de masse d'eau de la mer ou de lacs à l'atmosphère).
Des recherches se font aussi sur les plantes résistantes aux embruns, plantes qui contribuent à la fixation du trait de côte (et des dunes en particulier) et qui diminuent donc le risque d'érosion littorale, mais qui peuvent être affaiblies ou tuées par certains polluants marins ou le piétinement des promeneurs, baigneurs, etc.

### Expériences sur les infrastructures
Enfin dans le contexte de la montée du niveau marin et du dérèglement climatique la science cherche aussi à prédire et modéliser où et quand les tempêtes futures risqueront le plus de déclencher des inondations. Pour cela il faut, entre autres, pouvoir quantifier le volume d'eau de mer emportée à terre via les embruns, en particulier au-dessus des jetées ou digues du littoral.
Ainsi le Centre national d’océanographie (en) (CNO) de Liverpool a constaté qu'en 2019 la compréhension des tempêtes et la mesure du niveau des vagues se sont grandement améliorées. Cependant, la mesure de la quantité d'eau de mer qui franchit sous forme d'embruns ou de déversement les digues protectrices de certains littoraux est toujours très mal connue, même si dans un pays comme le Royaume-Uni, l'équivalent de 197 milliards de dollars américains de biens immobiliers et 4 millions de personnes sont régulièrement menacés par les inondations côtières. Le CNO souhaite donc instrumenter des digues avec un dispositif (réseau de câbles capacitifs permettant de calculer la vitesse et le volume de l’eau qui le traverse) dénommé « WireWall » pour aider les responsables à mesurer le volume d'embruns ou de vagues qui franchissent la digue. Ces données serviraient à améliorer les bases de données nécessaires à l'amélioration de la modélisation océanographique (et du guide européen EurOtop), et dans quelle mesure il serait éventuellement déjà nécessaire de renforcer la défense contre les inondations.
Le système pourra aussi déclencher une alerte inondation ou concernant le risque que des promeneurs soient emportés par des vagues inhabituellement grosses. Le principe du WireWalls pourrait ensuite être utilisé pour contrôler la sécurité de barrages, ou pour mesurer l'efficacité protectrice d'un cordon de galet, d'une mangrove utile contre la mer. Le premier test est prévu sur la jetée de Crosby pour mesurer à quel point le parking situé derrière la jetée est exposée aux apports d'eau de mer alors que, dans les années 2010, le niveau moyen de la mer monte de 1,6 mm/an.